# Hemioplisis astanda
Hemioplisis astanda är en fjärilsart som beskrevs av Druce 1892. Hemioplisis astanda ingår i släktet Hemioplisis och familjen mätare. Inga underarter finns listade i Catalogue of Life.